# Brucella abortus
Brucella abortus es una bacteria Gram negativa de la familia Brucellaceae y uno de los agentes causantes de la brucelosis. Este patógeno en forma de bastón se clasifica en el dominio de las bacterias. B. abortus es procariota, no forma esporas, no es móvil y es aerobio.

## Transmisión
Brucella abortus entra en los fagocitos que invaden las defensas innatas humanas y animales que, a su vez, causan enfermedades crónicas en el huésped. El hígado y el bazo son las zonas del cuerpo más afectadas. Los trabajadores de las granjas y los veterinarios son las personas con mayor riesgo de contraer la enfermedad debido a su proximidad a los animales. Los porcinos, caprinos, ovinos y bovinos son algunos de los reservorios de la enfermedad. B. abortus provoca abortos e infertilidad en el ganado adulto y es una zoonosis presente en todo el mundo. Los humanos suelen infectarse tras beber leche no pasteurizada de animales afectados o, con menor frecuencia, al entrar en contacto con tejidos y líquidos infectados (placentas, etc.).
El periodo de incubación de la enfermedad puede oscilar entre 2 semanas y 1 año. Una vez que empiezan a aparecer los síntomas, el huésped estará enfermo entre 5 días y 5 meses, dependiendo de la gravedad de la enfermedad. Algunos de los síntomas de la brucelosis son: fiebre, escalofríos, dolor de cabeza, dolor de espalda y pérdida de peso. Como ocurre con cualquier enfermedad, puede haber complicaciones graves; la endocarditis y el absceso hepático son un par de complicaciones de la brucelosis. Aunque es poco frecuente, B. abortus (y otras Brucella spp.) puede transmitirse entre humanos, normalmente por vía sexual.
B. abortus también afecta a los bisontes.

## Especies
Brucella tiene doce tipos diferentes de especies, una de las cuales es Brucella abortus. Algunas de las otras especies se conocen como B. melitensis, B. canis, B. suis, B. ovis, B. neotomae, B. ceti y B. pinnipediae. Cada especie muestra afinidad por animales o grupos de animales específicos. El ganado vacuno y otros animales de cría son las principales especies hospedadoras de la bacteria B. abortus. Suele colonizar el hígado y el bazo. 
Hay muchas formas diferentes en las que B. abortus puede propagarse entre los diferentes animales e incluso a los humanos. Las infecciones humanas pueden dar lugar a la enfermedad de Bang. Cuando el ganado tiene partos muertos y es portador de esta enfermedad, otros animales cercanos pueden infectarse si la ingieren o entran en contacto con fluidos que contengan la bacteria. Las garrapatas son otra fuente de transmisión de B. abortus.

## Supervivencia
La temperatura desempeña un papel muy importante en la supervivencia de B. abortus. La bacteria puede sobrevivir durante más tiempo si se encuentra a una temperatura más baja. Por eso puede transmitirse a través de líquidos como la leche y el agua del grifo. B. abortus puede durar mucho más tiempo en los animales si no se les vigila de cerca y si el ganado no recibe tratamiento para ello. 